# (33974) Alexmeyer
2000 ND17 (asteroide 33974) é um asteroide da cintura principal. Possui uma excentricidade de 0.10784350 e uma inclinação de 5.39977º.
Este asteroide foi descoberto no dia 5 de julho de 2000 por LONEOS em Anderson Mesa.